# Municipio de London Grove
El municipio de London Grove (en inglés: London Grove Township) es un municipio ubicado en el condado de Chester en el estado estadounidense de Pensilvania. En el año 2000 tenía una población de 5265 habitantes y una densidad poblacional de 118,1 personas por km².

## Geografía
El municipio de London Grove se encuentra ubicado en las coordenadas 39°49′06″N 75°48′18″O / 39.81833, -75.80500.

## Demografía
Según la Oficina del Censo en 2000 los ingresos medios por hogar en la localidad eran de $74 337 y los ingresos medios por familia eran de $78 635. Los hombres tenían unos ingresos medios de $47 292 frente a los $30 963 para las mujeres. La renta per cápita de la localidad era de $27 654. Alrededor del 2,6% de la población estaba por debajo del umbral de pobreza.